# Ädelkronlav
Ädelkronlav (Pachyphiale carneola) är en lavart som först beskrevs av Erik Acharius, och fick sitt nu gällande namn av Johann Franz Xaver Arnold. Ädelkronlav ingår i släktet Pachyphiale och familjen Gyalectaceae.  Arten är reproducerande i Sverige. Inga underarter finns listade i Catalogue of Life.